# Luis Puenzo
Luis Puenzo est un réalisateur et producteur de cinéma argentin né le 19 février 1946. 

## Biographie
C'est le père de la réalisatrice Lucía Puenzo.

## Filmographie

### Réalisateur
- 1973 : Luces de mis zapatos
- 1975 : Las sorpresas
- 1985 : L'Histoire officielle (La historia oficial)
- 1989 : Old Gringo
- 1990 : With Open Arms
- 1992 : La Peste
- 2004 : La Puta y la ballena

### Coproducteur
- 2012 : Enfance clandestine de Benjamín Ávila

## Distinctions
- Festival de Cannes 1985 : Prix du jury œcuménique pour L'Histoire officielle
- Oscar du cinéma 1986 :
  - Oscar du meilleur film en langue étrangère pour L'Histoire officielle
  - Nomination à l'Oscar du meilleur scénario original pour L'Histoire officielle